# 山川均
山川均（日语：山川均；1880年12月20日—1958年3月23日），日本社会主义者。1922年，他领导创建日本共产党。他也是反对共产国际的马克思主义团体劳农派的创始人。妻子为女性主义者山川菊荣。

## 山川主义
山川均发表《无产阶级运动的方向转变》等文章，提出重视与群众运动相结合的“方向转变论”（即山川主义）。然而不久之后，他成为主张解散日本共产党的中心人物，1924年（大正十三年），日本共产党曾一度解散。之后，根据福本和夫提出、强调党建的重要性的福本主义，日本共产党得以重建（即第二次共产党）。但山川均对此保持距离，未参与重建，因此被日本共产党主流派严厉批判为“机会主义者”“取消主义者”。对此，山川均与堺利彦、荒畑寒村、猪俣津南雄等人于1927年（昭和二年）创办《劳农》杂志，提出“共同战线党”的理论。1935年（昭和十年），他在神奈川县村冈村（今藤泽市）购得一块租地，翌年与妻子搬迁至此，设立鹌鹑饲养设施以维持生计。到1935年为止，媒体报道称山川均已经放弃文笔、转而饲养鹌鹑。对此，山川发表《转向成瘾者的手记》，阐明自己的立场。1937年（昭和十二年），他因“人民阵线事件”被捕。